# Cylicocyclus
Cylicocyclus ist eine Gattung der zu den Fadenwürmern gehörenden Strongyliden mit 18 Arten.

## Merkmale
Cylicocyclus sind kleine Strongyliden mit einer zylindrischen Mundkapsel, die im hinteren Bereich ringartig verdickt ist. Die Elemente des inneren Mundkranzes (Corona radiata) sind kürzer, enger und zahlreicher als die der äußeren Corona radiata. Die Amphiden treten deutlich hervor.

## Arten
Das Interim Register of Nonmarine and Marine Genera listet folgende Arten:
- Cylicocyclus adersi Boulenger, 1920
- Cylicocyclus ashworthi (Le Roux, 1924)
- Cylicocyclus asini Matthee, Krecek & Gibbons, 2002
- Cylicocyclus asymmetricum Theiler, 1923
- Cylicocyclus auriculatus Looss, 1900
- Cylicocyclus bidentatus Ihle, 1925
- Cylicocyclus brevicapsulatus (Ihle, 1920)
- Cylicocyclus calciatus (Looss, 1900)
- Cylicocyclus elongatus Looss, 1900
- Cylicocyclus elongatus-kotlani
- Cylicocyclus goldi Boulenger, 1917
- Cylicocyclus gyalocephaloides (Ortlepp, 1938)
- Cylicocyclus insigne (Boulenger, 1917)
- Cylicocyclus labiatus Looss, 1902
- Cylicocyclus leptostomus Kotlán, 1920
- Cylicocyclus nassatus (Looss, 1900)
- Cylicocyclus radiatus Looss, 1900
- Cylicocyclus triramosus Yorke & Macfie, 1920
- Cylicocyclus ultrajectinus Ihle, 1920

Synonyme der Gattung sind Cylicobrachitus, Cylicobrachytus, Schultzitrichonema und Schulzitrichonema.